# Общество (фильм)
«Общество» (англ. Society) — фильм ужасов Брайана Юзны, его первая режиссёрская работа. Картина у критиков вызвала споры по жанровой принадлежности. Некоторые даже отнесли ленту к жанрам сатиры и психологической драмы. Работа художников по гриму была отмечена на престижном Международном кинофестивале фантастических фильмов в Брюсселе.

## Сюжет
Семнадцатилетнего отпрыска богатого семейства Билла Уитни, живущего в богатом районе Лос-Анджелеса — Беверли Хиллз — во сне и наяву мучают кошмары. Ему кажется, что его хотят убить какие-то люди, даже дома он не чувствует себя в безопасности. Походы к психоаналитику не снимают проблемы — даже обостряют, Биллу кажется, что яблоки на столе психоаналитика полны червей, что все слова специалиста — ложь.
В дальнейшем Билл присматривается к своей семье повнимательнее и понимает, что в ней что-то не так. Его никогда не берут на вечеринки, проходящие в кругу друзей родителей. Он видит, как у сестры Дженни, за которой нечаянно подсмотрел в душе, грудь оказывается на спине. Бывший ухажёр сестры Билла, Бланчард, демонстрирует ему аудиозапись с одной из вечеринок, куда Билл стремился попасть — и Билл слышит саундтрек порнофильма, в котором его сестра играет одну из главных ролей. После того, как Билл даёт кассету своему психоаналитику, Бланчарда находят убитым, а запись превращается в благопристойную застольную болтовню.
Даже девушка, Кларисса, с которой Билл знакомится на пляже, пугает его странным поведением в постели — она принимает позы, немыслимые для нормального человека.
А один школьный товарищ высказывает Биллу желание встретиться и рассказать ему о тайном «Обществе», в котором погрязла элита Беверли Хиллз. Но и этого приятеля Билл находит мёртвым в машине, а когда приезжает полиция, выясняется, что и машина уже не та, и товарища Билла там нет.
Билл и его друг — Майло — решают провести расследование и выйти самостоятельно на след этого «Общества». Но реальность оказалась далёкой от обычных секс-вечеринок и сходок преступных дельцов — Билл в своём доме попадает в лапы тайной организации, объединяющей особей, только внешне похожих на людей. Они питаются человеческой плотью, высасывая её, и могут проникать и сливаться друг с другом. Биллу, как оказалось, приёмному сыну семейства Уитни, и Бланчарду, вместо которого похоронили манекен, заранее была уготована роль жертв, а Клариссе — роль одного из палачей. Во время кровавого пиршества, когда Бланчард уже был практически поглощён членами Общества, Билл вынуждает к драке одного из нелюдей. Когда тот уже торжествует победу, Билл находит способ справиться с врагом — вывернув его наизнанку в момент, когда тот приготовился поглощать плоть Билла. Вместе с подоспевшим на помощь другу Майло и Клариссой Билл покидает собрание.

## Актёры
- Билли Уорлок — Билл Уиттни
- Девин Де Васкес — Кларисса Карлин
- Эван Ричардс — Майло
- Бен Майерсон — Фергюсон
- Тим Бартелл — Дэвид Бланчард
- Дэвид Уэллс — сержант Берт
- Бен Слэк — доктор Кливлэнд
- Брайан Бремер— Мартин Петри

## Над фильмом работали
- Режиссёр: Брайан Юзна (англ. Yuzna, Brian)
- Продюсер: Кит Уолли
- Сценарист: Рик Фрай, Вуди Кит
- Композитор: Фил Дэвис, Марк Райдер
- Оператор: Рик Фихтер
- Монтаж: Питер Тешнер
- Художник-постановщик: Мэттью Джекобс
- Художник по гриму: Шерри Шорт
- Сюрреалистичный спецгрим: Скриминг Мэд Джордж

## Призы
1989 — Брюссельский кинофестиваль — специальный приз за грим к фильму